# Dynamic 35
Dynamic 35 är en båttyp.
En 35 fot lång entypsbåt med klassiska egenskaper; vacker, snabb och funktionell. Jan Kjaerulffs ritade den åt Sydhavnens bådbyggeri Horsens 1985. 
Båten är av lättdeplacementstyp vilket betyder att ansträngningar har gjorts för att hålla ned vikten. Resultatet blev en båt med stor segelyta och lång vattenlinje i förhållande till deplacement, vilket gav en mycket snabb segelbåt. LYS 1.28 är bland det högsta LYS-talet för en 35-fotare än idag.
- Utrustning: SGV[förtydliga]

En Dynamic 35 vann Tjörn Runt 1986. 